# Хилл, Джон Генри
Джон Генри Хилл (John Henry Hill, Нью-Йорк 11 сентября, 1791 — Афины 1 июля, 1882) — американский бизнесмен, педагог и член Епископальной церкви, главным образом отождествляется с преподавательской и миссионерской деятельностью в Греции.

## Биография
Родился в Нью-Йорке в 1791 году. Окончил Колумбийский колледж. Он был занят деловой карьерой в течение 29 лет, после чего поступил в Теологическую семинарию Вирджинии (Virginia Theological Seminary).
Он был рукоположён во диаконы в протестантской Епископальной церкви в 1830 году, и в том же году стал также священником.
Хилл был филэллином и в 1830 году, в качестве миссионера, отправился в возрождённое греческое государство, где только что закончилась Освободительная война.
В Афинах он и его жена, Frances Maria Mulligan Hill (1799—1884), на которой он женился в 1821 году, основали школу для мальчиков и девочек. Это были первые афинские школы созданные после освобождения Греции от осман.
Членом их миссии был также Епископальный священник Джон Робертсон (John J. Robertson). Робертсон создал типографию..
Греческое правительство в конечном итоге создало свою школу для мальчиков, и чета Хиллс решила переключить своё внимание на образование для девочек.
В своей образовательной работе чета Хиллс не предприняла никаких усилий, чтобы продвинуть свою собственную церковь, но, соблюдая осторожность, сотрудничала с греческой православной церковью и греческим правительством, с помощью которых они были признаны в 1834 году
Современный английский историк William St. Clair утверждает, что Хилл смог продолжить свою работу только после того как, в отличие от других миссионеров, он принял условия не касаться в своей преподавательской деятельности церковных вопросов.
Чета Хиллс также основала школу для подготовки учителей. Их работа сначала не имела большой поддержки, но школа стала процветать после того как в ней стали учиться дети известных и богатых греческих семей.
Хилл стал капелланом британской миссии в Греции с 1845 по 1875 год, но продолжал преподавательскую деятельность в течение всего этого времени. Он и его жена также основали бесплатную школу для бедных.
Хилл потерял зрение в 1877 году, но с помощью своей жены продолжил руководить своей образовательной деятельностью.
В 1881 году, в 50-летний юбилей школы для девочек, он получил официальную благодарность от короля Греции Георга I.
Хилл умер в Афинах в 1882 году. Греческое правительство, в знак признания его образовательной работы среди женщин Афин, похоронило его с почестями Таксиарха, и Афинский муниципалитет воздвиг памятник в его честь. Почётные степени в его честь установили Гарвардский университет и Колумбийский университет.
Фрэнсис Хилл также умерла в Афинах. Школа основанная в Афинах четой Хилл продолжает функционировать по сегодняшний день, под именем Школа Хилл (Hill Memorial School)